# 서남수
서남수(徐南洙, 1952년 3월 22일~)는 대한민국의 전 공무원이다. 본관은 당성이다. 서울 생으로 경기교육청 부교육감과 서울교육청 부교육감과 교육인적자원부 차관과 교육부 장관과 위덕대학교 총장과 EBS 이사장을 역임하였다.

## 경력
- 1978년 : 제22회 행정고등고시 합격
- 1980년 : 문교부 행정사무관
- 1990년 : 서울대학교 연구처 연구진흥과장
- 1998년 : 교육인적자원부 기획관리실 교육정책기획관
- 1999년 : 경기도교육청 부교육감
- 2001년 : 교육인적자원부 대학지원국장
- 2002년 : 서울대학교 사무국장
- 2004년 : 교육인적자원부 차관보
- 2005년 : 서울특별시교육청 부교육감
- 2007년 : 교육인적자원부 차관
- 2008년 : 부총리 겸 교육인적자원부 장관 직무대행
- 2008년 : 한국교육개발원 객원연구위원
- 2009년 : 관정 이종환 교육재단 고문
- 2012년 : 위덕대학교 총장
- 2013년 : 교육부 장관
- 2015년 9월 ~ 2018년 9월 : EBS 이사장
- 국무총리 규제혁신추진단 자문단 교육·문화 담당

## 학력
- 서울고등학교
- 서울대학교 철학 학사
- 일리노이 대학교 어배너-섐페인 교육학 석사
- 서울대학교 행정학 석사
- 동국대학교 교육학 박사

## 수상 내역
- 1997년 : 근정포장

## 논란
2014년 세월호 침몰 사고 실종자 가족들이 머무르던 진도군실내체육관에서 전라남도지사가 권유한 컵라면을 먹었다는 이유로 비난 받았다.